# Johann Ferdinand Adam von Pernau
Johann Ferdinand Adam von Pernau, conde de Rosenau (7 de noviembre de 1660, Steinach, Austria - 14 de octubre de 1731) fue un ornitólogo austríaco.
Ingresó en la universidad de Altdorf (cerca de Núremberg) en Baviera a los 16 años. Viajó durante bastante tiempo por Italia, Francia y Holanda. Se instaló en Rosenau, cerca de Coburgo donde permanecería hasta su muerte.
Apasionado por las aves, construyó grandes pajareras donde criaba numerosas especies. Aprovechando que conocía bien el comportamiento de las aves gracias a sus observaciones en la naturaleza, ideó formas de domesticarlas: liberaba algunas que volvían a él después de sobrevolar una cierta región.
Publicó en 1702, de forma anónima, la narración de sus experiencias, obra que será rápidamente reeditada en 1707 y 1716.
En 1720, publicó un nuevo ensayo donde afirmaba, por primera vez, que el canto de las aves no es forzosamente instintivo sino que es el resultado de un aprendizaje.
Fue también el primero en reconocer el factor desencadenador de las migraciones no era el hambre o el frío sino algún mecanismo oculto.
A von Pernau se le puede considerar como uno de los padres de la etología, adelantándose a las observaciones de Konrad Lorenz. Fue también uno de los primeros en mostrar su disgusto por la muerte de las aves: "No tengo la intención de describir cómo atrapar aves [...] sino de describir el placer de observar estas bellas criaturas de Dios sin matarlas." Anticipando, de esta manera, la posterior evolución de la ornitología.

## Algunas publicaciones
- 1702. Unterricht was mit dem lieblichen Geschöpff, denen Vögeln, auch ausser dem Fang Nur durch die Ergründung Deren Eigenschafften und Zahmmachung oder ander Abrichtung Man sich vo Lust und Zeitvertreib machen könne : gestellt Durch den Hoch- und Wohlgebohrnen (Instrucción sobre el placer que usted puede conseguir a estas criaturas encantadoras, las aves, además de su captura y un estudio completo de sus hábitos, así como domar y educarlos)

- 1716. Angenehmer Ziet-Vertreib, welchen das liebliche Geschöpf Die Vögel, Auch ausser dem Fang in Ergründung deren Eigenschaften Zahmmachung oder anderer Abrichtung dem Menschen schaffen können ; Mit vielen Anmerckungen versehen und mit schönen Kupffern gezieret Durch einen Die erschaffenen Creaturen beschauenden Liebhaber (Pasatiempo en estas hermosas criaturas, pájaros, puede dar al hombre, además de romper la captura, el estudio de sus características, su domesticación y su aprendizaje ... por un amante que observa los seres vivos)